# Боначич, Антон Петрович
Анто́н Петро́вич Бона́чич (2 [14] января 1878, Мариуполь, Екатеринославская губерния — 22 марта 1933, Минск) — российский, советский оперный певец (бас-баритон, позже — драматический тенор), композитор и вокальный педагог.

## Биография
Учился в Ревеле в немецком пансионе и русской классической гимназии. Позднее получил медицинское образование.
Пению обучался в Харьковской музыкальной школе (класс П. Тихонова), в 1898—1900 годы — в Петербургской консерватории (класс пения С. И. Габеля, оперный класс Й. Й. Палечека, класс фортепиано и композиции Н. Ф. Соловьёва).
С 1899 года пел в разных театрах страны:
- 1899, сезоны 1900/01 и 1902/03 — в Харьковской оперной антрепризе А. А. Церетели
- 1900, 1903—1905 — в Киеве
- 1901, 1903 — в Казанско-Саратовском товариществе под управлением М. М. Бородая
- 1902—1904 — в Екатеринославе и Тифлисе
- сезон 1903/04 — в Саратове
- 1903 — в Нижнем Новгороде, Баку
- 1904 — в Петербурге (Новый летний театр «Олимпия», антреприза Е. Кабанова и К. Яковлева)
- в Ростове-на-Дону.

В 1905—1921 годы — солист Большого театра (Москва); в этот период выступал также в Мариинском театре (Петербург, 1911), Нижнем Новгороде и Баку (1912). В 1921—1922 годы работал в Омском оперном театре в качестве солиста, главного режиссёра и руководителя оперы.
С 1923 года преподавал в Омской единой советской музыкальной школе трёх ступеней; омичи называли его «гордостью Сибирской государственной оперы». В 1924 году заведовал оперным классом Томского музыкального училища и одновременно — оперой Сибполитпросвета. С 1925 года жил в Саратове, где заведовал оперным классом Музыкального училища и одновременно был режиссёром и дирижёром организованной им оперной студии при губернском суде.
В 1928 году переехал в Минск. Руководил классами оперы, сольного пения и камерного ансамбля Музыкального техникума; в 1930—1933 годы — вокальной группой Государственной студии оперы и балета (с 1933 — Государственный театр оперы и балета Белорусской ССР). В 1932 году организовал вокальную кафедру в Минской консерватории и заведовал ею, профессор.
Среди его учеников — народная артистка СССР Л. П. Александровская; народные артисты Белорусской ССР И. М. Болотин, С. Ю. Друкер, Р. В. Млодек; М. Денисов, В. Калиновский, Т. Никитина.

### Семья
Отец, по национальности черногорец, — врач (по другим данным — австрийский консул); мать по национальности — гречанка.

## Творчество
Обладал голосом широкого диапазона, лёгким в верхнем регистре (прекрасно владел фальцетом) и мощным по силе, что позволило ему с 1902 года перейти на теноровые партии, подготовленные под руководством С. И. Габеля (после 1905 года периодически исполнял и баритоновые партии).

Голос его по тембру не выделялся особой красотой, но был голосом «умным», то есть умевшим откликаться на внутреннюю жизнь образа множеством тембровых красок. Отличный музыкант, Боначич прекрасно владел речитативом.— С. Ю. Левик (цит. по:)
Яркий актёрский темперамент позволял А. П. Боначичу с успехом исполнять лирические, героические и хара́ктерные роли, особенно в вагнеровском репертуаре.
Гастролировал в Германии (Берлин, «Новый королевский оперный театр», 1908), Италии (1909; Милан, 1910), Франции (1909), США (1909—1912), Монако (Монте-Карло, 1911).
В числе его партнёров — Е. Г. Азерская, К. Е. Антарова, Г. А. Бакланов, Л. Н. Балановская, М. Гай, А. Герасименко, Е. Гремина, М. А. Дейша-Сионицкая, К. Г. Держинская, С. И. Друзякина, Н. С. Ермоленко-Южина, К. Д. Запорожец, Е. И. Збруева, Л. Ю. Звягина, Е. К. Катульская, А. М. Лабинский, В. А. Лосский, А. В. Нежданова, Н. А. Обухова, Ф. В. Павловский, В. Р. Петров, Г. С. Пирогов, Е. А. Подольская, Н. В. Салина, П. Тихонов, Х. Толкачев, С. Е. Трезвинский, А. М. Успенский, П. П. Фигуров, Ф. И. Шаляпин, Ф. Ф. Эрнст.
Пел под управлением А. П. Асланова, Ф. Бейдлера, Э. А. Купера, С. А. Кусевицкого, Дж. Пагани, А. В. Павлова-Арбенина, И. О. Палицына, Д. И. Похитонова, С. В. Рахманинова, В. И. Сука, Л. П. Штейнберга.
С 1908 года выступал также в опереттах. В концертах исполнял цыганские романсы под собственный аккомпанемент на гитаре.
Репертуар А. П. Боначича насчитывал около 100 партий, в том числе 42 баритоновые.

### Оперные роли
тенор
- Богдан Собинин — «Жизнь за царя» М. И. Глинки (в оригинальной версии без купюр — Берлин, 1908)
- Дон Жуан — «Каменный гость» А. С. Даргомыжского (первый исполнитель редакции Н. А. Римского-Корсакова, 1906)
- Князь Василий Голицын — «Хованщина» М. П. Мусоргского (первый исполнитель в Большом театре — 1912)
- Самозванец; Князь Василий Шуйский — «Борис Годунов» М. П. Мусоргского
- Нерон — в одноимённой опере А. Г. Рубинштейна (1907)
- Герман — «Пиковая дама» П. И. Чайковского (личный дебют — Тифлис, 1902)
- Вакула — «Черевички» П. И. Чайковского
- Ленский — «Евгений Онегин» П. И. Чайковского
- Садко — в одноимённой опере Н. А. Римского-Корсакова (первый исполнитель в Большом театре — 1906)
- Гришка Кутерьма — «Сказание о невидимом граде Китеже и деве Февронии» Н. А. Римского-Корсакова (первый исполнитель в Большом театре — 1908)
- Звездочёт — «Золотой петушок» Н. А. Римского-Корсакова (первый исполнитель в Большом театре — 1909)
- Михайло Туча — «Псковитянка» Н. А. Римского-Корсакова
- Владимир Дубровский — «Дубровский» Э. Ф. Направника
- Альбер — «Скупой рыцарь» С. В. Рахманинова (первый исполнитель, 1906)
- Паоло — «Франческа да Римини» С. В. Рахманинова (первый исполнитель, 1906)
- Тамино — «Волшебная флейта» В. А. Моцарта (1906)
- Рауль де Нанжи — «Гугеноты» Дж. Мейербера
- Фра-Дьяволо — «Фра-Дьяволо, или Гостиница в Террачине» Д. Обера
- Йонтек — «Галька[англ.]» С. Монюшко
- Ромео — «Ромео и Джульетта» Ш. Гуно
- Хозе — «Кармен» Ж. Бизе
- Вертер — в одноимённой опере Ж. Массне
- Ричард — «Бал-маскарад» Дж. Верди
- Радамес — «Аида» Дж. Верди
- Зигмунд — «Валькирия» Р. Вагнера (первый исполнитель в Большом театре — 1902)
- Тангейзер — в одноимённой опере Р. Вагнера
- Лоэнгрин — в одноимённой опере Р. Вагнера
- Логе — «Золото Рейна» Р. Вагнера (1918)
- Зигфрид — «Гибель богов» Р. Вагнера
- Шопен — в одноимённой опере[англ.] Дж. Орефиче[итал.] (первый исполнитель в России — 1905)
- Леонт — «Зимняя сказка» К. Гольдмарка (первый исполнитель в России — 1909)

баритон
- Князь Елецкий — «Пиковая дама» П. И. Чайковского (с 1899)
- Евгений Онегин; Трике — «Евгений Онегин» П. И. Чайковского
- Демон — в одноимённой опере А. Г. Рубинштейна
- Вилем — «Лесной царь» В. И. Сука (первый исполнитель — Киев, 1900)
- Эскамильо — «Кармен» Ж. Бизе
- Граф де Невер — «Гугеноты» Дж. Мейербера
- Нилаканта или Фредерик — «Лакме» Л. Делиба (первый исполнитель в России — Харьков, 1901)

### Избранные сочинения
- оперетта «Остров невинности» (1909)
- романсы, в числе которых:
  - «Ты помнишь ли, над морем мы сидели» (посвящён М. Б. Черкасской). — СПб., 1899
  - Ночь весны («Тихо спустилася ночь»). — СПб., [б. г.]
- Вальс «Стон колоколов Реймского собора». — М., [б. г.] (для фортепиано)

### Дискография
Записывался на грампластинки в Москве («Пате»/Pathé, 1912). Из 13 фонограмм сохранились четыре.
- Ария Германа в исполнении А. Боначича (1912) на YouTube